# Isolde Island
Isolde Island ist eine Insel im Lake Manapouri, der Region Southland, im Süden der Südinsel von Neuseeland.

## Geographie
Isolde Island befindet sich im östlichen Teil des Lake Manapouri, rund 520 m vom nördlichen Ufer des Sees entfernt. Die Insel besitzt eine Länge von rund 280 m in Ost-West-Richtung und eine maximale Breite von rund 225 m in Nord-Süd-Richtung. Bei einer Seehöhe von 178 m ragt die Insel bis zu 24 m aus dem See heraus. Isolde Island umfasst eine Fläche von insgesamt 3,6 Hektar.
Rund 2,2 km westlich befindet sich mit Pomona Island die größte Insel im See. In rund 1,5 km nordöstliche Richtungen ist die Insel Rona Island zu finden und ebenfalls in rund 1,5 km Entfernung, aber in südsüdöstlicher Richtung Holmwood Island.
Die Insel ist gänzlich bewaldet.